# Robert Herbin
Robert Herbin (ur. 30 marca 1939 w Paryżu, zm. 27 kwietnia 2020 w Saint-Étienne) – francuski piłkarz grający na pozycji pomocnika. W swojej karierze rozegrał 23 mecze w reprezentacji Francji, w których strzelił 3 gole.

## Kariera klubowa
Całą swoją karierę piłkarską Herbin spędził w klubie AS Saint-Étienne. W sezonie 1957/1958 zadebiutował w jego barwach w pierwszej lidze francuskiej i w debiutanckim sezonie wywalczył miejsce w podstawowym składzie. W sezonie 1961/1962 spadł z Saint-Étienne do drugiej ligi oraz zdobył Puchar Francji. Rok później wrócił z Saint-Étienne do pierwszej ligi. W sezonie 1963/1964 Saint-Étienne jako beniaminek wywalczył tytuł mistrza Francji. W latach 1967–1970 Herbin wraz z Saint-Étienne czterokrotnie z rzędu został mistrzem kraju. W 1968 i 1970 roku zdobywał też puchar kraju. W 1972 roku zakończył swoją karierę, ale w sezonie 1974/1975 rozegrał jeden mecz ligowy jako grający trener i strzelił w nim gola. Ogółem w barwach Saint-Étienne rozegrał 413 ligowych spotkań, w których zdobył 89 bramek.
| Sezon   | Klub             | Kraj    | Rozgrywki  | Mecze | Bramki |
| ------- | ---------------- | ------- | ---------- | ----- | ------ |
| 1957/58 | AS Saint-Étienne | Francja | Division 1 | 24    | 2      |
| 1958/59 | AS Saint-Étienne | Francja | Division 1 | 32    | 0      |
| 1959/60 | AS Saint-Étienne | Francja | Division 1 | 27    | 2      |
| 1960/61 | AS Saint-Étienne | Francja | Division 1 | 9     | 1      |
| 1961/62 | AS Saint-Étienne | Francja | Division 1 | 24    | 3      |
| 1962/63 | AS Saint-Étienne | Francja | Division 2 | 27    | 16     |
| 1963/64 | AS Saint-Étienne | Francja | Division 1 | 33    | 10     |
| 1964/65 | AS Saint-Étienne | Francja | Division 1 | 33    | 4      |
| 1965/66 | AS Saint-Étienne | Francja | Division 1 | 36    | 26     |
| 1966/67 | AS Saint-Étienne | Francja | Division 1 | 20    | 6      |
| 1967/68 | AS Saint-Étienne | Francja | Division 1 | 27    | 3      |
| 1968/69 | AS Saint-Étienne | Francja | Division 1 | 26    | 6      |
| 1969/70 | AS Saint-Étienne | Francja | Division 1 | 18    | 4      |
| 1970/71 | AS Saint-Étienne | Francja | Division 1 | 35    | 5      |
| 1971/72 | AS Saint-Étienne | Francja | Division 1 | 38    | 1      |
| 1974/75 | AS Saint-Étienne | Francja | Division 1 | 1     | 1      |

## Kariera reprezentacyjna
W reprezentacji Francji Herbin zadebiutował 6 lipca 1960 roku w przegranym 4:5 meczu mistrzostw Europy 1960 z Jugosławią. Na tych mistrzostwach zajął z Francją 4. miejsce. W 1966 roku został powołany do kadry na mistrzostwa świata w Anglii. Na tym turnieju rozegrał dwa mecze: z Meksykiem (1:1) i z Anglią (0:2). Od 1960 do 1968 roku rozegrał w kadrze narodowej 23 mecze i strzelił w nich 3 gole.
| Mecze i gole w reprezentacji | Mecze i gole w reprezentacji | Mecze i gole w reprezentacji | Mecze i gole w reprezentacji | Mecze i gole w reprezentacji | Mecze i gole w reprezentacji | Mecze i gole w reprezentacji |
| #                            | Data                         | Stadion                      | Rywal                        | Wynik                        | Gol                          | Rozgrywki                    |
| 1960                         | 1960                         | 1960                         | 1960                         | 1960                         | 1960                         | 1960                         |
| ---------------------------- | ---------------------------- | ---------------------------- | ---------------------------- | ---------------------------- | ---------------------------- | ---------------------------- |
| 1.                           | 06.07.1960                   | Paryż, Francja               | Jugosławia                   | 4:5                          | 0                            | ME 1960                      |
| 1962                         |                              |                              |                              |                              |                              |                              |
| 2.                           | 11.04.1962                   | Paryż, Francja               | Polska                       | 1:3                          | 0                            | towarzyski                   |
| 1963                         |                              |                              |                              |                              |                              |                              |
| 3.                           | 27.02.1963                   | Paryż, Francja               | Anglia                       | 5:2                          | 0                            | ME 1964                      |
| 4.                           | 17.04.1963                   | Rotterdam, Holandia          | Holandia                     | 0:1                          | 0                            | towarzyski                   |
| 5.                           | 28.04.1963                   | Paryż, Francja               | Brazylia                     | 2:3                          | 0                            | towarzyski                   |
| 6.                           | 26.10.1963                   | Paryż, Francja               | Bułgaria                     | 3:1                          | 1                            | ME 1964                      |
| 7.                           | 11.11.1963                   | Paryż, Francja               | Szwajcaria                   | 2:2                          | 0                            | towarzyski                   |
| 8.                           | 25.12.1963                   | Paryż, Francja               | Belgia                       | 1:2                          | 0                            | towarzyski                   |
| 1964                         |                              |                              |                              |                              |                              |                              |
| 9.                           | 25.04.1964                   | Paryż, Francja               | Węgry                        | 1:3                          | 0                            | el. ME 1964                  |
| 10.                          | 04.10.1964                   | Luksemburg, Luksemburg       | Luksemburg                   | 2:0                          | 0                            | el. MŚ 1966                  |
| 11.                          | 11.11.1964                   | Paryż, Francja               | Norwegia                     | 1:0                          | 0                            | el. MŚ 1966                  |
| 1965                         |                              |                              |                              |                              |                              |                              |
| 12.                          | 18.04.1965                   | Belgrad, Jugosławia          | Jugosławia                   | 0:1                          | 0                            | el. MŚ 1966                  |
| 13.                          | 03.06.1965                   | Paryż, Francja               | Argentyna                    | 0:0                          | 0                            | towarzyski                   |
| 14.                          | 15.09.1965                   | Oslo, Norwegia               | Norwegia                     | 1:0                          | 0                            | el. MŚ 1966                  |
| 1966                         |                              |                              |                              |                              |                              |                              |
| 15.                          | 19.03.1966                   | Paryż, Francja               | Włochy                       | 0:0                          | 0                            | towarzyski                   |
| 16.                          | 20.04.1966                   | Paryż, Francja               | Belgia                       | 0:3                          | 0                            | towarzyski                   |
| 17.                          | 05.06.1966                   | Moskwa, ZSRR                 | ZSRR                         | 3:3                          | 0                            | towarzyski                   |
| 18.                          | 13.07.1966                   | Londyn, Anglia               | Meksyk                       | 1:1                          | 0                            | MŚ 1966                      |
| 19.                          | 20.07.1966                   | Londyn, Anglia               | Anglia                       | 0:2                          | 0                            | MŚ 1966                      |
| 1967                         |                              |                              |                              |                              |                              |                              |
| 20.                          | 17.09.1967                   | Warszawa, Polska             | Polska                       | 4:1                          | 1                            | el. ME 1968                  |
| 21.                          | 28.10.1967                   | Nantes, Francja              | Belgia                       | 1:1                          | 1                            | el. ME 1968                  |
| 1968                         |                              |                              |                              |                              |                              |                              |
| 22.                          | 06.04.1968                   | Marsylia, Francja            | Jugosławia                   | 1:1                          | 0                            | el. ME 1968                  |
| 23.                          | 17.10.1968                   | Lyon, Francja                | Hiszpania                    | 1:3                          | 0                            | towarzyski                   |

## Kariera trenerska
Po zakończeniu kariery piłkarskiej Herbin został trenerem. W 1972 roku został szkoleniowcem AS Saint-Étienne. Czterokrotnie doprowadził ten klub do wywalczenia tytułu mistrza Francji w latach 1974, 1975, 1976 i 1981. Trzykrotnie zdobył z nim Puchar Francji w latach 1974, 1975 i 1977. W 1976 roku doprowadził Saint-Étienne do finału Pucharu Mistrzów, jednak francuski klub przegrał w nim 0:1 z Bayernem Monachium. W Saint-Étienne Herbin pracował do 1983 roku.
W 1983 roku Herbin został trenerem Olympique Lyon, z którym spadł z pierwszej do drugiej ligi. W sezonie 1985/1986 prowadził saudyjski An-Nassr, a w sezonie 1986/1987 - RC Strasbourg. W 1987 roku wrócił do AS Saint-Étienne i prowadził go do 1990 roku. Ostatnim klubem w trenerskiej karierze Herbina był Red Star 93, w którym pracował w latach 1991–1995.